# Dissident
«Dissident» es una canción del grupo de rock Pearl Jam, incluida en su segundo álbum Vs. y lanzada como sencillo en 1994, alcanzando el lugar número 3 en la lista de canciones de Rock Mainstream de Billboard, pero sin lograr entrar a la lista Billboard Hot 100. A pesar de esto, "Dissident" es uno de sus sencillos con mayor soporte y popularidad en muchas estaciones de radio. "Dissident" fue además incluida en la colección de grandes éxitos del grupo, Rearviewmirror: Greatest Hits 1991-2003.

## Significado de la letra
El vocalista Eddie Vedder explicó el significado de la letra, diciendo:
"En "Dissident", en realidad estoy hablando sobre una mujer que le ofrece refugio a una persona que está siendo perseguida por la policía, por razones políticas. Pero ella simplemente no puede manejar la responsabilidad. Ella lo entrega, y entonces tiene que vivir con la culpa y el reconocimiento de haber traicionado a lo único que le dio significado a su vida. Hizo su vida difícil. Pero le dio una razón de ser. Pero ella no pudo soportarlo. Ella se rindió . Es el verdadero drama de la canción."
En el recital de Pearl Jam del 17 de marzo de 1994, en West Lafayette, Indiana, Vedder explica que la frase "holy no" de la canción, se refiere a las violaciones contra las mujeres, explicando que "la palabra de la mujer es sagrada, y que el no significa no, y eso es lo que "holy no" (sagrado no) es."

## Formatos y lista de canciones
Toda la información está tomada de varias fuentes.
Todas las canciones están acreditadas a Abbruzzese, Ament, Gossard, McCready, Vedder excepto donde se indica.
- Sencillo en CD (Estados Unidos, Japón, Alemania, Austria, y Sudáfrica)
  - Canciones en vivo grabadas en el Fox Theater, Atlanta, Georgia, 3 de abril de 1994.

1. «Dissident» – 3:35
2. «Release» (En vivo) (Vedder, Gossard, Ament, McCready, Krusen) – 4:54
3. «Rearviewmirror» (En vivo) – 5:30
4. «Even Flow» (En vivo) (Vedder, Gossard) – 5:04
5. «Dissident» (En vivo) – 3:24
6. «Why Go» (En vivo) (Vedder, Ament) – 3:49
7. «Deep» (En vivo) (Vedder, Gossard, Ament) – 4:44

- Sencillo en CD (Reino Unido) (Parte 1)
  - Canciones en vivo grabadas en el Fox Theater, Atlanta, Georgia, 3 de abril de 1994.

1. «Dissident» – 3:32
2. «Release» (En vivo) (Vedder, Gossard, Ament, McCready, Krusen) – 4:54
3. «Rearviewmirror» (En vivo) – 5:30
4. «Even Flow» (En vivo) (Vedder, Gossard) – 5:04

- Sencillo en CD (Reino Unido) (Parte 2)
  - Canciones en vivo grabadas en el Fox Theater, Atlanta, Georgia, 3 de abril de 1994.

1. «Dissident» – 3:32
2. «Dissident» (En vivo) – 3:24
3. «Why Go» (En vivo) (Vedder, Ament) – 3:49
4. «Deep» (En vivo) (Vedder, Gossard, Ament) – 4:44

- Sencillo en CD (Holland y Austria)

1. «Dissident» – 3:35
2. «Release» (En vivo) (Vedder, Gossard, Ament, McCready, Krusen) – 4:54
  - Grabada en el Fox Theater, Atlanta, Georgia, 3 de abril de 1994.

- Sencillo en Vinilo de 7" (Reino Unido y Holanda)

1. «Dissident» – 3:32
2. «Rearviewmirror» (En vivo) – 5:08
  - Grabada en el Fox Theater, Atlanta, Georgia, 3 de abril de 1994.

- Sencillo en Casete (Reino Unido)

1. «Dissident» – 3:32
2. «Rearviewmirror» (En vivo) – 5:08
  - Grabada en el Fox Theater, Atlanta, Georgia, 3 de abril de 1994.

### Versiones alternas
Fueron lanzadas dos versiones alternativas del sencillo "Dissident" en las cuales no se incluía dicha canción. La lista de canciones de estas versiones son las siguientes:
Toda la información fue tomada de varias fuentes.
"Dissident" #2
- Sencillo en CD (Alemania y Europa)
  - Canciones en vivo grabadas en el Fox Theater, Atlanta, Georgia, 3 de abril de 1994.

1. «Jeremy» (En vivo) (Vedder, Ament) – 3:00
2. «Glorified G» (En vivo) – 3:19
3. «Daughter» (En vivo) – 5:07
4. «Go» (En vivo) – 2:57
5. «Animal» (En vivo) – 2:48
6. «Garden» (En vivo) (Vedder, Gossard, Ament) – 6:52
7. «State of Love and Trust» (En vivo) (Vedder, McCready, Ament) – 3:58
8. «Black» (En vivo) (Vedder, Gossard) – 5:45

"Dissident" #3
- Sencillo en CD (Alemania y Europa)
  - Canciones en vivo grabadas en el Fox Theater, Atlanta, Georgia, 3 de abril de 1994.

1. «Alive» (En vivo) (Vedder, Gossard) – 5:08
2. «Blood» (En vivo) – 3:39
3. «W.M.A.» (En vivo) (con Doug Pinnick y Jerry Gaskill de King's X) – 6:24
4. «Elderly Woman Behind the Counter in a Small Town» (En vivo) – 3:43
5. «Rats» (En vivo) – 4:37
6. «Once» (En vivo) (Vedder, Gossard) – 3:21
7. «Porch» (En vivo) (Vedder) – 11:01
8. «Indifference» (En vivo) – 5:00

### Box SetLive in Atlanta
Además, las tres versiones del sencillo "Dissident" fueron reunidas en un solo Box Set, que juntaba las canciones del concierto ofrecido el 3 de abril de 1994 realizado en Atlanta, Estados Unidos. De este concierto sólo fueron omitidas tres canciones que aparecerían después en su álbum Vitalogy ("Whipping", "Better Man", y "Satan's Bed") además del cover de The Dead Boys "Sonic Reducer". Este Box Set fue titulado Live in Atlanta y sólo fue lanzado en Europa.
Toda la información está tomada de varias fuentes.
"Dissident"/Live in Atlanta
- Box Set (Europa)
  - Canciones en vivo grabadas en el Fox Theater, Atlanta, Georgia, 3 de abril de 1994.

| Disco Uno 1. «Dissident» – 3:35 2. «Release» (En vivo) (Vedder, Gossard, Ament, McCready, Krusen) – 4:54 3. «Rearviewmirror» (En vivo) – 5:30 4. «Even Flow» (En vivo) (Vedder, Gossard) – 5:04 5. «Dissident» (En vivo) – 3:24 6. «Why Go» (En vivo) (Vedder, Ament) – 3:49 7. «Deep» (En vivo) (Vedder, Gossard, Ament) – 4:44 | Disco Dos 1. «Jeremy» (En vivo) (Vedder, Ament) – 3:00 2. «Glorified G» (En vivo) – 3:19 3. «Daughter» (En vivo) – 5:07 4. «Go» (En vivo) – 2:57 5. «Animal» (En vivo) – 2:48 6. «Garden» (En vivo) (Vedder, Gossard, Ament) – 6:52 7. «State of Love and Trust» (En vivo) (Vedder, McCready, Ament) – 3:58 8. «Black» (En vivo) (Vedder, Gossard) – 5:45 | Disco Tres 1. «Alive» (En vivo) (Vedder, Gossard) – 5:08 2. «Blood» (En vivo) – 3:39 3. «W.M.A.» (En vivo) (con Doug Pinnick y Jerry Gaskill de King's X) – 6:24 4. «Elderly Woman Behind the Counter in a Small Town» (En vivo) – 3:43 5. «Rats» (En vivo) – 4:37 6. «Once» (En vivo) (Vedder, Gossard) – 3:21 7. «Porch» (En vivo) (Vedder) – 11:01 8. «Indifference» (En vivo) – 5:00 |  |